# Bondi Beach
Bondi Beach är en populär badstrand belägen i förorten Bondi Beach i östra Sydney, Australien. Stranden är något hästskoformad och ungefär 800 meter lång. Bondi Beach är Australiens mest berömda strand och har så varit sedan 1880-talet, trots att det ansågs olämpligt att bada i havet på dagtid om man inte var straffånge eller annan lågstående person. Först 1903 när en präst och en bankman riskerade sina rykten genom att bada förändrades inställningen i samhället. Bondi invaderades av strandglada Sydneybor och den australiensiska strandkulturen hade fått en början.